# Lars-Börje Eriksson
Lars-Börje Eriksson, kallad Bulan, född 21 oktober 1966 i Sundbyberg, är en svensk före detta alpin skidåkare. Han tog en bronsmedalj i super-G vid OS 1988 i Calgary. 1989 vann han två segrar i världscupen.

## Karriär
I alpina världscupen tog Lars-Börje Eriksson två världscupssegrar; en i super-G säsongen 1988/89 och en i storslalom säsongen 1989/90.
Han blev första svensk någonsin att vinna ett lopp i super-G i världscupen när han vann Aspens super-G 18 februari 1989. Dagen därpå blev han för övrigt trea i Aspens storslalom när Ingemar Stenmark vann och tog sin 86:e och sista världscupseger. Han har i världscupen sex pallplatser och 20 topptioplaceringar. Han har tre svenska mästerskap, ett vardera i super-G, störtlopp och storslalom samt en andraplats i slalom. 
Vid VM 1987 i Crans Montana, Schweiz, gick Bulan in på en niondeplats i kombination. Han var på väg mot en framskjuten placering i super-G då han kraschade in i en port och slutade långt bak i resultatlistan.
Vid VM 1989 i Vail, USA, nådde han sjundeplats i super-G, elfteplats i Storslalom och tolfteplats i både störtlopp och kombination.
Vid VM 1991 i Saalbach, Österrike, var han återigen på väg mot en mycket framskjuten placering i super-G men körde ur. På störtloppsträningen ramlade han så illa att han bröt benet.
Efter en operation av benet i Zell am See och ytterligare två operationer samt över ett års rehabilitering avslutade Bulan skidkarriären våren 1992.

## Klubb och övrigt
Lars-Börje Eriksson representerade Åre SLK. Han är son till Eivor Berglund, alpin skidåkerska som deltog i OS 1956 i Cortina och kusin med utförsåkaren Camilla Nilsson.

## Världscupsegrar
| Datum            | Plats   | Disciplin  |
| ---------------- | ------- | ---------- |
| 18 februari 1989 | Aspen   | Super-G    |
| 11 augusti 1989  | Thredbo | Storslalom |